# آيت مكزار آيت عثمان (الصفاصيف)
آيت مكزار آيت عثمان هي إحدى مشيخات المملكة المغربية، تتبع جغرافيا لإقليم الخميسات وإداريًا لالصفاصيف. يقدر عدد سكانها بـ 1776 نسمة حسب الإحصاء الرسمي للسكان والسكنى لسنة 2004.